# Cultus Sanguine
Cultus Sanguine byla italská black metalová kapela s prvky gothic metalu a doom metalu založená roku 1993 ve městě Milán v Lombardii. Její tvorba obsahovala ponurá témata (sebevražda apod.), charakteristickým byl melancholický zvuk kapely.
Debutové studiové album s názvem Shadows' Blood vyšlo roku 1997. Kapela vydala celkem dvě dlouhohrající alba, poté se v roce 2001 rozpadla.

## Diskografie
Dema
- Official Rehearsal 1994 (1994)
- Promo 1996 (1996)

Studiová alba
- Shadows' Blood (1997)
- The Sum of All Fears (1999)

EP
- Cultus Sanguine (1995)

Split alba
- War Vol. III (2000) – split CD s francouzskou kapelou Seth[2]

Box sety
- Collateral Damage - Complete War Series (2003) – box set obsahující 3 split CD War od firmy Season of Mist, dohromady zahrnuje 6 kapel (...and Oceans, Bloodthorn, Anata, Bethzaida, Cultus Sanguine a Seth)

## Členové kapely
- Joe Ferghieph – vokály
- Roberto Mammarella alias Aqua Regis – kytara, baskytara
- Custus Arckanorum – bicí
- Fabrizio Cislaghi alias Nox Perpetua – bicí
- Rex Nebulah – klávesy
- Aurian – kytara
- Mauro Berchi alias Ouranos – klávesy